# Tojeść kropkowana
Tojeść kropkowana (Lysimachia punctata L.) – gatunek rośliny wieloletniej z rodziny pierwiosnkowatych.

## Występowanie
Pierwotnie występowała we wschodniej i południowo-wschodniej Europie i Azji Mniejszej. Obecnie w całej Europie występuje jako roślina uprawiana w ogrodach, czasami dziczeje. We florze Polski ma status zbiegłego z ogrodów antropofita zadomowionego (kenofit), jest też uprawiana.

## Morfologia

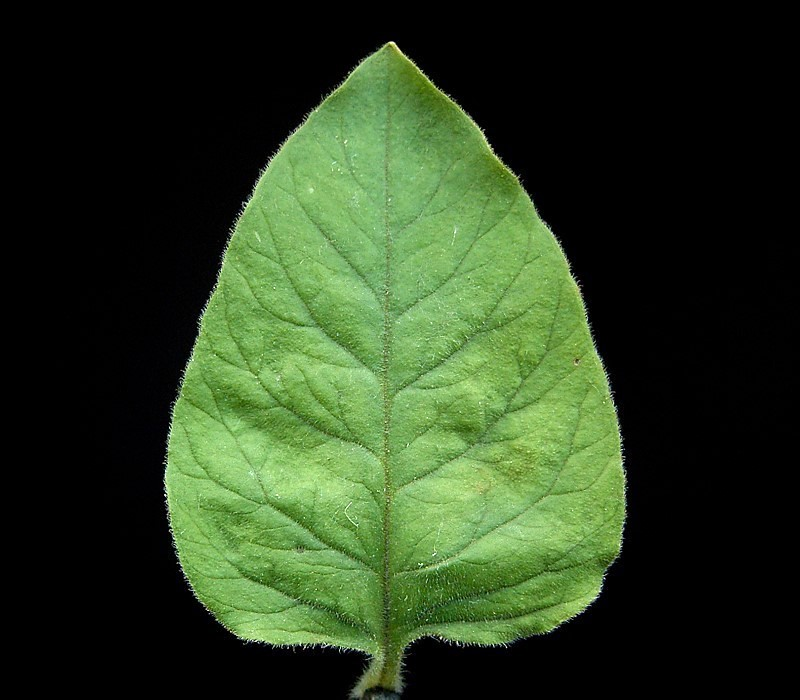
Liście

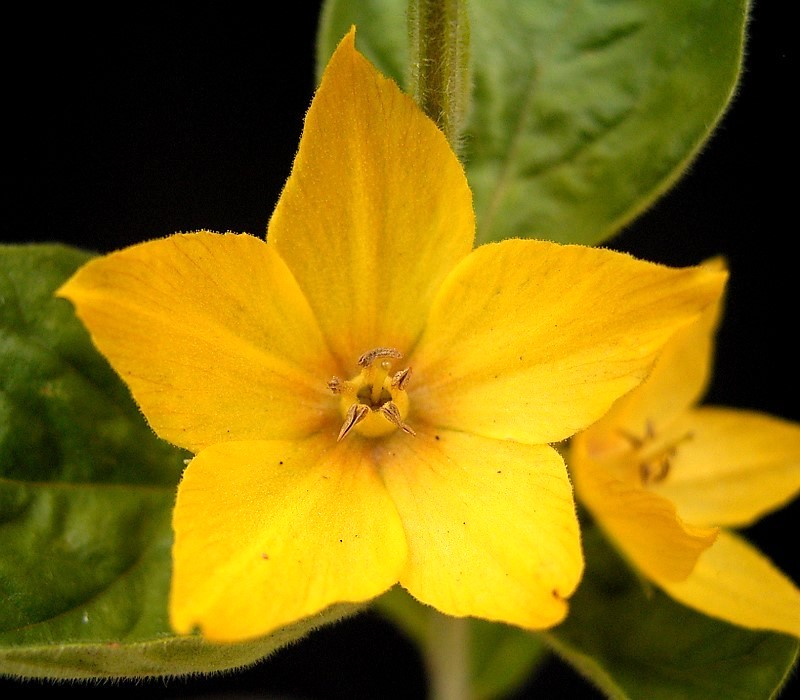
Kwiat

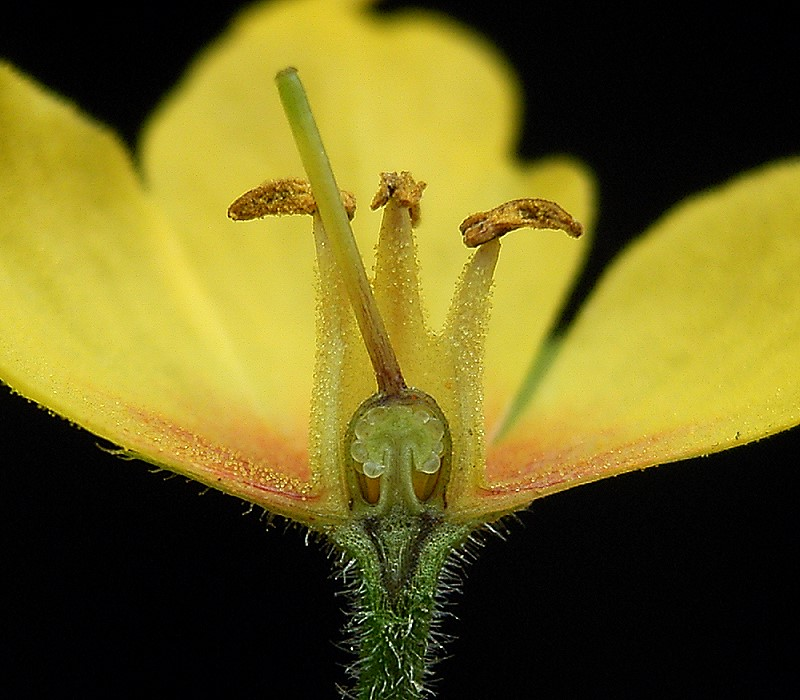
Budowa kwiatu

PokrójRoślina wieloletnia o wysokości od 50 do nawet 100 cm.
ŁodygaMocna, wzniesiona, oskrzydlona i kanciasta, puszyście owłosiona. Pod ziemią roślina posiada kłącze.
LiścieLancetowato-jajowate, o długości do 10 cm. Są zielone, w formach uprawnych występują też liście z na brzegach o kolorze jaśniejszym. Dolna część liści jest charakterystycznie kropkowana, stąd nazwa.
KwiatyŻółte, wyrastające pojedynczo lub po kilka z kątów liści. Działki kielicha owłosione, ale nieorzęsione, łatki korony mają brzegi gruczołowato orzęsione.

## Biologia i ekologia
Bylina, hemikryptofit. Rośnie nad brzegami wód, w wilgotnych zaroślach. W Polsce kwitnie od czerwca do sierpnia, długo i obficie. Liczba chromosomów 2n = 30. Jest bardzo ekspansywna, odrasta z nawet niewielkich kawałków pozostawionych w ziemi kłączy. Zapylana między innymi przez pszczoły samotnice z rodziny spójnicowatych, które zbierają pyłek z kwiatów.

## Zastosowanie
Jest uprawiana jako roślina ozdobna. Nadaje się głównie na rabaty, szczególnie w ogrodach naturalistycznych. Może być także sadzona nad zbiornikami wodnymi. Jest rośliną długowieczną. Oprócz typowej, dziko rosnącej formy gatunku są uprawiane ozdobne kultywary, niektóre z nich mają kolorowo przebarwione liście. Z bardziej znanych są to: 'Variegata' o biało obrzeżonych liściach i 'Alexander' o liściach czerwono obrzeżonych.

## Uprawa
- Wymagania. Może rosnąć na stanowisku słonecznym lub półcienistym. Wymaga ziemi próchnicznej, żyznej i stale wilgotnej. Jest całkowicie mrozoodporna.
- Zabiegi pielęgnacyjne. Przez wiosnę i lato nawozi się wieloskładnikowymi nawozami. Ponieważ jest bardzo ekspansywna, wskazane jest oddzielenie jej kłączy od innych roślin w ogrodzie np. pasmami z tworzywa wkopanymi w ziemię.
- Rozmnażanie. Najprościej przez podział rozrośniętych kęp lub przez kłącza. Formę typową można rozmnażać również przez nasiona.